# Lac Brignolet
Lac Brignolet är en sjö i Kanada.   Den ligger i regionen Mauricie och provinsen Québec, i den sydöstra delen av landet, 300 km norr om huvudstaden Ottawa. Lac Brignolet ligger 410 meter över havet. Arean är 0,38 kvadratkilometer. Den ligger vid sjöarna  Lac Faucher och Lac Jaux. Den sträcker sig 1,4 kilometer i nord-sydlig riktning, och 0,7 kilometer i öst-västlig riktning.
I omgivningarna runt Lac Brignolet växer i huvudsak blandskog. Trakten runt Lac Brignolet är nära nog obefolkad, med mindre än två invånare per kvadratkilometer.